# Vaccinium kingdon-wardii
Vaccinium kingdon-wardii là một loài thực vật có hoa trong họ Thạch nam. Loài này được Sleumer miêu tả khoa học đầu tiên năm 1941.